# Coppa Europa di bob 2013
La Coppa Europa di bob 2013, ufficialmente denominata FIBT Bobsleigh Europe Cup 2012/13, è stata l'edizione 2012-2013 del circuito continentale europeo del bob, manifestazione organizzata annualmente dalla Federazione Internazionale di Bob e Skeleton; è iniziata il 14 novembre 2012 a Innsbruck, in Austria, e si è conclusa il 27 gennaio 2013 a Schönau am Königssee, in Germania. Vennero disputate ventisette gare: diciotto per gli uomini e nove per le donne in quattro differenti località.
Vincitori dei trofei, conferiti ai piloti classificatisi per primi nel circuito, sono stati la tedesca Stefanie Szczurek nel bob a due femminile e i connazionali Benjamin Schmid e David Ludwig rispettivamente nel bob a due e nel bob a quattro maschili; Schmid si aggiudicò inoltre il trofeo della combinata maschile.

## Calendario
| Località             | Date                | Donne     | Uomini    | Uomini        |
| Località             | Date                | Bob a due | Bob a due | Bob a quattro |
| -------------------- | ------------------- | --------- | --------- | ------------- |
| Innsbruck            | 14–18 novembre 2012 | ●●●       | ●●        | ●●            |
| Winterberg           | 21–24 novembre 2012 | ●●●       | ●●●       | ●●●           |
| La Plagne            | 5–9 dicembre 2012   | ●         | ●●        | ●             |
| Schönau am Königssee | 18–20 gennaio 2013  | ●         | ●         | ●●            |
| Schönau am Königssee | 27 gennaio 2013     | ●         | ●         | ●             |
| Totale               | Totale              | 9         | 9         | 9             |

## Risultati

### Donne
| Data             | Località             | Specialità | Prime classificate                      | Seconde classificate                    | Terze classificate                            |
| ---------------- | -------------------- | ---------- | --------------------------------------- | --------------------------------------- | --------------------------------------------- |
| 16 novembre 2012 | Innsbruck            | A due      | Miriam Wagner Franziska Fritz Germania  | Stefanie Szczurek Erline Nolte Germania | Carolin Zenker Sarah Noll Germania            |
| 17 novembre 2012 | Innsbruck            | A due      | Stefanie Szczurek Erline Nolte Germania | Miriam Wagner Franziska Fritz Germania  | Carolin Zenker Mariama Jamanka Germania       |
| 18 novembre 2012 | Innsbruck            | A due      | Miriam Wagner Franziska Fritz Germania  | Stefanie Szczurek Erline Nolte Germania | Carolin Zenker Mariama Jamanka Germania       |
| 21 novembre 2012 | Winterberg           | A due      | Stefanie Szczurek Erline Nolte Germania | Miriam Wagner Franziska Fritz Germania  | Carolin Zenker Mariama Jamanka Germania       |
| 21 novembre 2012 | Winterberg           | A due      | Stefanie Szczurek Erline Nolte Germania | Miriam Wagner Franziska Fritz Germania  | Carolin Zenker Mariama Jamanka Germania       |
| 22 novembre 2012 | Winterberg           | A due      | Stefanie Szczurek Erline Nolte Germania | Miriam Wagner Franziska Fritz Germania  | Carolin Zenker Sarah Noll Germania            |
| 8 dicembre 2012  | La Plagne            | A due      | Stefanie Szczurek Erline Nolte Germania | Miriam Wagner Franziska Fritz Germania  | Ekaterina Kostromina Ljudmila Udobkina Russia |
| 18 gennaio 2013  | Schönau am Königssee | A due      | Miriam Wagner Franziska Fritz Germania  | Stefanie Szczurek Erline Nolte Germania | Carolin Zenker Mariama Jamanka Germania       |
| 27 gennaio 2013  | Schönau am Königssee | A due      | Stefanie Szczurek nd Germania           | Miriam Wagner nd Germania               | Carolin Zenker nd Germania                    |

### Uomini
| Data             | Località             | Specialità | Primi classificati                                                                      | Secondi classificati                                                                    | Terzi classificati |
| ---------------- | -------------------- | ---------- | --------------------------------------------------------------------------------------- | --------------------------------------------------------------------------------------- | --- |
| 14 novembre 2012 | Innsbruck            | A due      | Thomas Florschütz Ronny Listner Germania                                                | Beat Hefti Clemens Bracher Svizzera                                                     | Gregor Baumann Patrick Blöchliger Svizzera |
| 15 novembre 2012 | Innsbruck            | A due      | Thomas Florschütz Andreas Bredau Germania                                               | Beat Hefti Clemens Bracher Svizzera                                                     | Gregor Baumann Fabio Badraun Svizzera |
| 17 novembre 2012 | Innsbruck            | A quattro  | Dmitrij Abramovič Pëtr Moiseev Aleksej Puškarëv Aleksej Kireev Russia                   | Thomas Florschütz Ronny Listner Thomas Blaschek Andreas Bredau Germania                 | Benjamin Schmid Roman-Mark Stoutjesdijk Matthias Kagerhuber Christian Schmacht Germania                                                       |
| 18 novembre 2012 | Innsbruck            | A quattro  | Thomas Florschütz Andreas Bredau Thomas Blaschek Ronny Listner Germania                 | Dmitrij Abramovič Aleksej Kireev Aleksej Puškarëv Pëtr Moiseev Russia                   | Uģis Žaļims Jānis Strenga Helvijs Lūsis Raivis Broks Lettonia                                                                                 |
| 21 novembre 2012 | Winterberg           | A due      | Thomas Florschütz Tino Paasche Germania                                                 | Benjamin Schmid Matthias Kagerhuber Germania                                            | Beat Hefti Clemens Bracher Svizzera e Aleksej Stul'nev Aleksej Puškarëv Russia                                                                |
| 21 novembre 2012 | Winterberg           | A due      | Thomas Florschütz Tino Paasche Germania                                                 | Benjamin Schmid Matthias Kagerhuber Germania                                            | Aleksej Stul'nev Aleksej Puškarëv Russia |
| 22 novembre 2012 | Winterberg           | A due      | Benjamin Schmid Matthias Kagerhuber Germania                                            | Dmitrij Abramovič Kirill Antjuch Russia                                                 | Beat Hefti Clemens Bracher Svizzera |
| 23 novembre 2012 | Winterberg           | A quattro  | Thomas Florschütz Andreas Bredau Thomas Blaschek Ronny Listner Germania                 | Benjamin Schmid Christian Schmacht Matthias Kagerhuber Roman-Mark Stoutjesdijk Germania | Evgenij Paškov Pavel Utkin Vladimir Zajcev Igor' Kručkov Russia                                                                               |
| 23 novembre 2012 | Winterberg           | A quattro  | Thomas Florschütz Andreas Bredau Thomas Blaschek Ronny Listner Germania                 | Benjamin Schmid Christian Schmacht Matthias Kagerhuber Roman-Mark Stoutjesdijk Germania | Evgenij Paškov Pavel Utkin Vladimir Zajcev Igor' Kručkov Russia                                                                               |
| 24 novembre 2012 | Winterberg           | A quattro  | Thomas Florschütz Thorsten Margis Andreas Bredau Ronny Listner Germania                 | David Ludwig Felix Skibbe Ben Heber Cliff Denner Germania                               | Gregor Baumann Fabio Badraun Noah Chiozza Patrick Blöchliger Svizzera e Dmitrij Abramovič Pëtr Moiseev Aleksej Kireev Aleksej Puškarëv Russia |
| 5 dicembre 2012  | La Plagne            | A due      | Francesco Friedrich Tino Paasche Germania                                               | Gregor Baumann Patrick Blöchliger Svizzera                                              | Aleksandr Kas'janov Maksim Belugin Russia |
| 6 dicembre 2012  | La Plagne            | A due      | Aleksandr Kas'janov Maksim Belugin Russia                                               | Francesco Friedrich Tino Paasche Germania                                               | Gregor Baumann Fabio Badraun Svizzera |
| 9 dicembre 2012  | La Plagne            | A quattro  | Aleksandr Kas'janov Maksim Belugin Il'vir Chuzin Nikolaj Chrenkov Russia                | Martin Galliker Abraham Morlu Thomas Amrhein Kevin Mitterhuber Svizzera                 | Gregor Baumann Noah Chiozza Fabio Badraun Patrick Blöchliger Svizzera                                                                         |
| 18 gennaio 2013  | Schönau am Königssee | A due      | Benjamin Schmid Matthias Kagerhuber Germania                                            | Justin Kripps Jean-Nicolas Carrière Germania                                            | Gregor Baumann Patrick Blöchliger Svizzera |
| 19 gennaio 2013  | Schönau am Königssee | A quattro  | Benjamin Schmid Matthias Kagerhuber Christian Schmacht Felix Skibbe Germania            | Matthias Böhmer Gregor Bermbach Pierre Jaques Christian Friedrich Germania              | David Ludwig Ben Heber Cliff Denner Steven Deja Germania                                                                                      |
| 20 gennaio 2013  | Schönau am Königssee | A quattro  | Benjamin Schmid Christian Schmacht Matthias Kagerhuber Roman-Mark Stoutjesdijk Germania | David Ludwig Cliff Denner Ben Heber Felix Skibbe Germania                               | Matthias Böhmer Gregor Bermbach Christian Friedrich Maximilian Timme Germania                                                                 |
| 27 gennaio 2013  | Schönau am Königssee | A due      | Benjamin Schmid nd Germania                                                             | Gregor Baumann nd Svizzera                                                              | David Ludwig nd Germania |
| 27 gennaio 2013  | Schönau am Königssee | A quattro  | David Ludwig nd Germania                                                                | Benjamin Schmid nd Germania                                                             | Gregor Baumann nd Svizzera |

## Classifiche

### Bob a due donne
| Pos. | Nome pilota            | Nazione       | INN-1 | INN-2 | INN-3 | WIN-1 | WIN-2 | WIN-3 | LAP | KÖN-1 | KÖN-2 | Punti |
| ---- | ---------------------- | ------------- | ----- | ----- | ----- | ----- | ----- | ----- | --- | ----- | ----- | ----- |
| 1    | Stefanie Szczurek      | Germania      | 2     | 1     | 2     | 1     | 1     | 1     | 1   | 2     | 1     | 968   |
| 2    | Miriam Wagner          | Germania      | 1     | 2     | 1     | 2     | 2     | 2     | 2   | 1     | 2     | 943   |
| 3    | Carolin Zenker         | Germania      | 3     | 3     | 3     | 3     | 3     | 3     | 4   | 3     | 3     | 826   |
| 4    | Victoria Olaoye        | Gran Bretagna | 4     | 5     | 5     | 7     | 5     | 7     | DNS | -     | 4     | 638   |
| 5    | Caroline Spahni        | Svizzera      | 5     | 4     | 4     | 4     | 4     | 13    | -   | -     | 5     | 603   |
| 6    | Elfje Willemsen        | Belgio        | 6     | 11    | 6     | 5     | 6     | 5     | -   | -     | 6     | 581   |
| 7    | Maria Constantin       | Romania       | 7     | 6     | 7     | 8     | 9     | 6     | -   | -     | 7     | 563   |
| 8    | Serena Capponcelli     | Italia        | 10    | 8     | 12    | 12    | 12    | 13    | -   | 8     | 8     | 549   |
| 9    | Judith Ritz            | Germania      | 9     | 7     | 12    | 9     | 7     | 4     | -   | -     | 9     | 540   |
| 10   | Marije van Huigenbosch | Paesi Bassi   | 14    | 9     | 14    | 6     | 8     | 11    | -   | -     | 10    | 477   |

### Bob a due uomini
| Pos. | Nome pilota       | Nazione  | INN-1 | INN-2 | WIN-1 | WIN-2 | WIN-3 | LAP-1 | LAP-2 | KÖN-1 | KÖN-2 | Punti |
| ---- | ----------------- | -------- | ----- | ----- | ----- | ----- | ----- | ----- | ----- | ----- | ----- | ----- |
| 1    | Benjamin Schmid   | Germania | 4     | 5     | 2     | 2     | 1     | 4     | 5     | 1     | 1     | 936   |
| 2    | Gregor Baumann    | Svizzera | 3     | 3     | 6     | 9     | 5     | 2     | 3     | 3     | 2     | 871   |
| 3    | David Ludwig      | Germania | 14    | 13    | 8     | 6     | 7     | 9     | 7     | 10    | 3     | 675   |
| 4    | Evgenij Paškov    | Russia   | 11    | 11    | 7     | 7     | 4     | 11    | 13    | 17    | 4     | 644   |
| 5    | Uģis Žaļims       | Lettonia | 9     | 4     | 20    | 13    | 20    | 5     | 6     | 7     | 5     | 635   |
| 6    | Matthias Böhmer   | Germania | 15    | 12    | 9     | 8     | 8     | 14    | 8     | 12    | 6     | 621   |
| 7    | Dmitrij Abramovič | Russia   | 6     | 8     | 5     | 5     | 2     | -     | -     | 8     | 7     | 610   |
| 8    | Oskars Ķibermanis | Lettonia | 10    | 7     | 12    | 12    | 9     | 7     | 8     | -     | 8     | 589   |
| 9    | Beat Hefti        | Svizzera | 2     | 2     | 4     | 3     | 3     | -     | -     | -     | 9     | 584   |
| 10   | Maksim Andrianov  | Russia   | 13    | 9     | 10    | 10    | 12    | 14    | 12    | 21    | 10    | 557   |

### Bob a quattro uomini
| Pos. | Nome pilota       | Nazione       | INN-1 | INN-2 | WIN-1 | WIN-2 | WIN-3 | LAP-1 | KÖN-1 | KÖN-2 | KÖN-3 | Punti |
| ---- | ----------------- | ------------- | ----- | ----- | ----- | ----- | ----- | ----- | ----- | ----- | ----- | ----- |
| 1    | David Ludwig      | Germania      | 10    | 6     | 4     | 4     | 2     | 7     | 3     | 2     | 1     | 853   |
| 2    | Benjamin Schmid   | Germania      | 3     | 4     | 2     | 2     | 10    | -     | 1     | 1     | 2     | 822   |
| 3    | Gregor Baumann    | Svizzera      | 9     | 8     | 8     | 8     | 3     | 3     | 4     | 4     | 3     | 801   |
| 4    | Matthias Böhmer   | Germania      | DNS   | 13    | 5     | 5     | 7     | 10    | 2     | 3     | 4     | 689   |
| 5    | Thomas Florschütz | Germania      | 2     | 1     | 1     | 1     | 1     | -     | -     | -     | 5     | 664   |
| 6    | Evgenij Paškov    | Russia        | DSQ   | 14    | 3     | 3     | 6     | 11    | 7     | 8     | 6     | 653   |
| 7    | Dmitrij Abramovič | Russia        | 1     | 2     | 7     | 7     | 3     | -     | -     | -     | 7     | 563   |
| 8    | Lamin Deen        | Gran Bretagna | 5     | 7     | 11    | 11    | 13    | 5     | -     | -     | 8     | 522   |
| 9    | Uģis Žaļims       | Lettonia      | 6     | 3     | -     | -     | -     | 4     | 8     | 5     | 9     | 515   |
| 10   | Beat Hefti        | Svizzera      | 6     | 5     | 5     | 5     | 5     | -     | -     | -     | 10    | 513   |

### Combinata uomini
| Pos. | Nome pilota       | Nazione  | Punti |
| ---- | ----------------- | -------- | ----- |
| 1    | Benjamin Schmid   | Germania | 1758  |
| 2    | Gregor Baumann    | Svizzera | 1672  |
| 3    | David Ludwig      | Germania | 1528  |
| 4    | Matthias Böhmer   | Germania | 1310  |
| 5    | Evgenij Paškov    | Russia   | 1297  |
| 6    | Thomas Florschütz | Germania | 1204  |
| 7    | Dmitrij Abramovič | Russia   | 1173  |
| 8    | Uģis Žaļims       | Lettonia | 1150  |
| 9    | Beat Hefti        | Svizzera | 1097  |
| 10   | Oskars Ķibermanis | Lettonia | 1084  |